# Сенсаційна Людина-павук (Том 2)
«Сенсаційна Людина-павук» (англ. The Sensational Spider-Man), до 2006 року була відома під назвою «Лицарі Marvel: Людина-павук» (англ. Marvel Knights Spider-Man) — продовжувана серія коміксів, головним героєм якої є Людина-павук, що щомісяця видавалася компанією Marvel Comics з 2004 по 2007 рік і налічує 41 випуск.

## Історія публікації
Початково серія виходила під імпринтом Marvel Knights під назвою Marvel Knights Spider-Man (том 1, випуски #1–22).
Відмінною рисою цієї серії від інших коміксів про Людину-павука був більш зрілий підхід до подачі матеріалу (переважно в стилістиці, а не в змісті), що відображалося у використанні префіксу Marvel Knights.
Серія створювалася як заміна скасованої Spider-Man's Tangled Web і спершу мала бути написана Кевіном Смітом. Однак через проблеми з графіком його замінив Марк Міллар, який розробив сюжетну арку на один рік. Після нього сценаристом став Реджиналд Гадлін.
Після злиття лінійки Marvel Knights, серія була перейменована на The Sensational Spider-Man починаючи з 23-го випуску. З цього моменту сценаристом став Роберто Аґірре-Сакаса.
Серію The Sensational Spider-Man було остаточно скасовано після виходу 41-го випуску.
У 2013–2014 роках Marvel випустила обмежену серію Marvel Knights: Spider-Man (том 2), сценаристом якої став Метт Кіндт.

## Сюжет
Сюжет серії The Sensational Spider-Man (2004–2007) зосереджується на складних емоційних і фізичних випробуваннях Пітера Паркера після викрадення тітки Мей та публічного викриття його особистості. Спершу він бореться з такими ворогами, як Електро, Стерв'ятник і Доктор Восьминіг, намагаючись з'ясувати, хто стоїть за загрозою його родині. Згодом у гру вступає новий носій симбіота Венома, а Джей Джона Джеймсон розгортає кампанію проти Людини-павука. У межах кросовера The Other Пітер стикається зі смертю й оновленням своєї сили, переосмислюючи власну ідентичність. У фінальних випусках з’являється артефакт — «Камінь Життя», що перетворює людей на звіроподібних істот. Пітер протистоїть цьому впливу й рятує Мері Джейн та інших. Серія поєднує бойові сцени з психологічною глибиною і тематикою самопожертви.

## Персонажі
- Пітер Паркер / Людина-павук
- Мері Джейн Вотсон
- Тітка Мей
- Джей Джона Джеймсон
- Феліція Гарді / Чорна кішка
- Електро
- Адріан Тумс / Стерв’ятник
- Отто Октавіус / Доктор Восьминіг
- Норман Озборн / Зелений гоблін
- Веном
- Курт Коннорс / Ящір

## Сприйняття
На сайті-агрегаторі рецензій ComicbookRoundup серію коміксів The Sensational Spider-Man (Marvel Knights Spider-Man) середня оцінка від критиків становить 5,6, а від глядачів — 7,5.

## Колекційні видання
| Назва                                         | Випуски | Дата публікації   | Сторінки | ISBN                |
| --------------------------------------------- | --- | ----------------- | -------- | ------------------- |
| Down Among The Dead Men                       | Marvel Knights Spider-Man #1-4 | 13 жовтня 2004    | 96       | ISBN 978-0785114376 |
| Venomous                                      | Marvel Knights Spider-Man #5-8 | 2 лютого 2005     | 96       | ISBN 978-0785116752 |
| The Last Stand                                | Marvel Knights Spider-Man #9-12 | 25 травня 2005    | 96       | ISBN 978-0785116769 |
| Spider-Man by Mark Millar Ultimate Collection | Marvel Knights Spider-Man #1-12 | 28 грудня 2011    | 284      | ISBN 978-0785156406 |
| Wild Blue Yonder                              | Marvel Knights Spider-Man #13-18 | 23 листопада 2005 | 144      | ISBN 978-0785117612 |
| Spider-Man: The Other                         | Amazing Spider-Man #525-528; Friendly Neighborhood Spider-Man #1-4; Marvel Knights Spider-Man #19-22                                        | 25 жовтня 2006    | 288      | ISBN 978-0785121886 |
| Spider-Man: The Other                         | Amazing Spider-Man #525-528; Friendly Neighborhood Spider-Man #1-4; Marvel Knights Spider-Man #19-22                                        | 4 квітня 2007     | 288      | ISBN 978-0785117650 |
| Spider-Man: The Other                         | Amazing Spider-Man #525-528; Friendly Neighborhood Spider-Man #1-4; Marvel Knights Spider-Man #19-22                                        | 4 квітня 2007     | 288      | ISBN 978-0785128120 |
| Sensational Spider-Man: Feral                 | Sensational Spider-Man (vol. 2) #23-27 | 1 листопада 2006  | 128      | ISBN 978-0785123187 |
| Sensational Spider-Man: Feral                 | Sensational Spider-Man (vol. 2) #23-27 | 25 квітня 2007    | 128      | ISBN 978-0785121268 |
| Civil War: Peter Parker, Spider-Man           | Sensational Spider-Man (vol. 2) #28-34 | 23 травня 2007    | 168      | ISBN 978-0785121893 |
| Peter Parker, Spider-Man: Back in Black       | Sensational Spider-Man (vol. 2) #35-40, Annual #1; Spider-Man Family #1-2; Marvel Spotlight: Spider-Man; Spider-Man: Back in Black Handbook | 28 листопада 2007 | 336      | ISBN 978-0785129202 |
| Peter Parker, Spider-Man: Back in Black       | Sensational Spider-Man (vol. 2) #35-40, Annual #1; Spider-Man Family #1-2; Marvel Spotlight: Spider-Man; Spider-Man: Back in Black Handbook | 19 березня 2008   | 336      | ISBN 978-0785129974 |
| Spider-Man: One More Day                      | Amazing Spider-Man #544-545; Sensational Spider-Man #41; Friendly Neighborhood Spider-Man #24                                               | 9 квітня 2008     | 136      | ISBN 978-0785126331 |
| Spider-Man: One More Day                      | Amazing Spider-Man #544-545; Sensational Spider-Man #41; Friendly Neighborhood Spider-Man #24                                               | 27 серпня 2008    | 136      | ISBN 978-0785126348 |
| Marvel Knights Spider-Man                     | Marvel Knights Spider-Man #1-12 | 16 листопада 2005 | 304      | ISBN 978-0785118428 |